# Діти імператора
«Діти Імператора» (англ. The Emperor`s Children) — роман американської авторки Клер Мессуд, опублікований 29 серпня 2006 року.

## Сюжет
Роман зосереджується на історії трьох друзів, що живуть в Манхеттені за кілька місяців до нападу на Всесвітній торговий центр 11 вересня 2001 року. Кожен з трьох є добре освіченим і привілейованим, але бореться з реалізацією високих очікувань на індивідуальне особисте і професійне життя.
У 2001 році в Нью-Йорку троє друзів, які показали ознаки блиску в молодості, досягли 30-ти років, не досягли обіцянки, яку вони дали десять років тому. Даніель Мінкофф є єдиною з друзів, яка постійно працює, працюючи в якості продюсера телевізійної програми, що робить документальні фільми. Марина Твайт є дочкою шанованого літературного критика і автора Мюррея Твайта, якому було запропоновано книжковий контракт, щоб писати про дитячу моду багато років тому, і, вичерпавши всі свої авансові гроші і зіткнувшись з жорстким світом, повертається до неї з дитинства батьків. Тим часом, Юлій Кларк, який є блискучим і дотепним критиком для The Village Voice не може підтримувати себе у своїй літературній роботі і змушений брати тимчасові робочі місця, щоб доповнити свій дохід, який він вважає принизливим. На одній зі своїх робочих місць він зустрічає успішного, трохи молодшого чоловіка, якого називають Давидом Коеном, спокушає його, врешті-решт переїжджає до нього і дозволяє йому бути схожим на домогосподарку. Він утримує Марину і Даніель від Давида.
Тим часом Даніель починає два флірти, один з австралійським редактором Людовика Сілі, який переїхав до Нью-Йорка, щоб випустити літературний журнал «Монітор», після Le Moniteur Universel, а інший — з батьком Марини Мюрреєм, який розпочинає електронну кореспонденцію. Її робота і пізніше стурбованість безробіттям Марини як причина продовжувати зв'язуватися з нею.
Марина, як і раніше, тримається останнього сліду свого статусу «It-girl», занепокоєна приходом її 19-річної двоюрідної сестри Буті, яка вибула з університету, щоб продовжити програму виховання себе за власним дизайном. Буті шанує Твайт і дивиться до свого дядька Мюррея, в чиїх кроках він хоче слідувати; але Марина зневажливо, називаючи його «Жирний Фредрік», і знаходить той факт, що він встановив себе в будинок Thwaite creepy. Незважаючи на це, речі швидко падають в чергу для Буті: Мюррей вражений як своїм бажанням залишити своє маленьке місто, так і своїм бажанням самостійно виховуватися і пропонує йому зарплату і працювати його приватним секретарем. Через Марину Буті також може орендувати стару квартиру Юлія.
Хоча Даніель більше приваблює Сілі, вона робить помилку, вводячи його Марині як можливого редактора для свого журналу, і спостерігає зі сторони, коли вони починають працювати разом і у них зав'язуються стосунки. Сілі також надихає Марину, щоб знову почати працювати над своєю книгою, яку вона вирішує назвати дітьми імператора без одягу, натхненна чимось, що розповідає їй Сілі. Оскільки можливість бути з Сілі розчиняється, Даніель починає спати з Мюрреєм.
Працюючи секретарем Мюррея Буті виявляє, що його дядько не є принциповим людина, якого він коли — то думав, що він і виявляє, що він самостійно плагіатить статті, здуває низькооплачувані події для зіркових них і пишуть секретну поблажливу книгу під назвою «Як жити». Крім того, після відкриття роману Мюррея з Даніель, Буті вирішує написати експозицію про Мюррея для Монітора.
За 4 липня у святковий уїк-енд Сілі та Марина стали займатися, щоб роздратування Даніель і Мюррей, обидва з яких підозрюють, що Сілі має деякий скритий мотив зняти Мюррея. Приблизно в той же час Марина закінчує книгу і дає її Мюррею читати. Знайшовши його бездушним, він закликає її не публікувати книгу, викликаючи розкол між батьком і дочкою. Приблизно в той же час Буті закінчує свою експозицію для Мюррей і видає копії його матері, Марині та Мюррею. Очікуючи на подяку, він дивується, коли тримує негативну реакцію. Погіршуючи питання, Сілі любить цей твір і хоче опублікувати його, викликаючи бій між ним і Мариною.
Буті стає віддаленим від Твайта. Крім того, після того, як Давид втратив роботу, Юлій повертає свою квартиру, внаслідок чого Буті переїжджає в орендовану квартиру.
Марина йде вперед, публікуючи свою книгу і одружуючись з Сілі. На своєму весіллі Даніель просить Мюррея провести всю ніч з нею, що він ніколи не робив, завжди повертаючись додому після своїх побачень з дружиною Аннабель. Мюррей має скасування 10 вересня і таким чином вирішує провести цю ніч з Даніель. Вони проводять вечір разом і наступного ранку можуть побачити напади 11 вересня з вікна квартири Даніелі. Здивований тим, що сталося, Мюррей покидає Даніель, щоб піти до Аннабель. Даніель розбита серцем, розуміючи, що, хоча вона думала про Мюррея, як про її близьку душу, він вибрав Аннабель на відміну від неї. У штаб-квартирі Монітора Сілі розуміє, що його проект повністю приречений, як запуск повинен був відбутися в цей день, але атаки означають, що журнал не може піти на друк, і що всі статті будуть здаватися застарілими. Мати Буті чекає на звітку про сина. Вона закликає Твайта допомогти знайти її сина, і хоча їм вдається відстежити тимчасове агентство, де він працював, вони не можуть знайти його і припустити, що він помер.
У стані шоку над її розривом, Даніель контактує зі своєю матір'ю, яка веде її на відпочинок до Маямі. В той час, як там Даніель бачить Буті, яка працює офіціантом. Вона намагається поговорити з ним, але він каже, що його прізвище — Ульріх Нью. Після розмови, він повертається до свого готелю.

## Персонажі
- Даніель Мінкофф — 30-річний телевізійний продюсер документального телесеріалу The Monitor.
- Марина Твайт — 30-річна дочка критика Мюррея Твайта.
- Юлій Кларк — 30-річний критик, який пише для The Village Voice.
- Бутті Табб — 19-річна двоюрідна сестра Марини Твайт.
- Мюррей Твайт — 61-річний журналіст, професор і автор.
- Людовік Селей — австралійський редактор.

## Сприйняття
Книга в цілому отримала схвальні відгуки. За рецензією видання Kirkus Reviews, роман охарактеризований як «розумний, викликаючий та безжалісний». Проте, за критичною публікацією The Guardian, хоча в книзі йдеться про особистість та розвиток, їй бракує амбіцій та вона містить старі сентенції.

## Відзнаки та нагороди
Роман був відзначений:
- Массачусетською книжковою премією, 2007[4];
- Премією Незалежних книговидавців Нью-Атлантик (New Atlantic Independent Booksellers Associations), 2007[5].

Також книга висувалась до нагород:
- Букерівською премією (довгий список), 2006[6],
- Премією Буки за ексклюзивні книги (короткий список), 2007[7],
- Дублінською літературною премією (довгий список), 2008[8].

Крім того, роман «Діти імператора» є кращою книгою року за версіями New York Times, Los Angeles Times і Washington Post.

## Екранізація
У 2013 році вийшла екранізація роману від режисера Ноа Баумбаха. У головних ролях Кіра Найтлі, Ерік Бана та Річард Гір.